# Normativa sugli OGM
La normativa sugli organismi geneticamente modificati (OGM) è stata oggetto in Europa di un ampio dibattito che ha coinvolto le istituzioni comunitarie e gli Stati Membri.

## La situazione in Europa prima del 1998
La prima direttiva europea atta a uniformare l'approccio degli Stati Membri riguardo agli organismi geneticamente modificati risale al 1990 (Direttiva 90/220/CEE). Secondo le procedure riportate in questa direttiva sono stati autorizzati al rilascio deliberato nell'ambiente, per scopi sperimentali e non, 17 organismi diversi, tra cui 14 piante (ad esempio diverse varietà di mais, colza e soia)  e due vaccini (quello per la rabbia e quello per la malattia di Aujeszky, ad uso veterinario).
Inoltre, in accordo con il Regolamento CE 258/1997 sui nuovi prodotti e nuovi ingredienti alimentari, una serie di prodotti derivati da OGM ma non contenenti OGM - ovvero sostanze prodotte a partire da piante geneticamente modificate, ma non contenenti i semi portatori della modifica genetica introdotta - sono entrati nel mercato europeo: oli di soia e di colza, amido di mais ecc. Questi prodotti sono stati sottoposti a una procedura di autorizzazione semplificata, basata sul principio di sostanziale equivalenza. Questi prodotti sono stati perciò autorizzati seguendo una procedura con meno passaggi poiché era possibile dimostrare che non c'era nessuna differenza dal punto di vista nutrizionale, organolettico e tossicologico rispetto ai corrispettivi prodotti ottenuti a partire da colture convenzionali.

## 1998-2004:  la moratoria di fatto
Tra il 1990 e il 1997 la mobilitazione degli attivisti anti-OGM ha fatto sì che il dibattito sugli OGM entrasse nelle agende politiche degli Stati Membri e dell'Unione europea. La crescente impopolarità degli alimenti OGM ha fatto naufragare la politica di apertura cautelativa verso gli OGM iniziata con la direttiva 90/220/CEE. 
Nel 1997 diversi Stati membri hanno iniziato a rifiutare l'autorizzazione all'uso di OGM nei propri territori appellandosi alla cosiddetta “clausola di salvaguardia”, e nel 1998 diversi Stati, guidati dalla Francia, hanno votato per un blocco delle autorizzazioni di OGM a livello europeo fino a che non fosse garantito il diritto di scelta dei cittadini attraverso appropriate norme di etichettatura ed una revisione della normativa alla luce del principio di precauzione. Come conseguenza, tra il 1998 e il 2004 nessun nuovo OGM è stato autorizzato nell'Unione Europea, venendo a creare una moratoria di fatto. 
Gli Stati Uniti, in quanto maggiori produttori di piante OGM, e le multinazionali agrobiotecnologiche, si sono opposti fortemente a questa moratoria denunciando il mancato rispetto degli accordi sul commercio internazionale, regolati dall'Organizzazione Mondiale del Commercio, basati sul principio che solo pericoli per la salute, scientificamente provati, possono costituire una barriera all'importazione. Un'azione formale presso l'OMC è stata presentata da Stati Uniti, Canada e Argentina nel maggio 2003, proprio sulla base del fatto che la moratoria europea non era sostenuta da nessuna evidenza scientifica di rischio per la salute umana, animale o dell'ambiente.
Tale situazione di stallo ha comportato, tra l'altro, una drastica riduzione delle attività di ricerca biotecnologica svolte dai centri di ricerca europei, le cui prove sperimentali sono drasticamente diminuite da alcune centinaia l'anno a poche decine, come sottolineato in un report del Joint Research Center europeo.
Per superare tale fase l'Europa ha intrapreso una faticosa strada per la riscrittura del panorama normativo di riferimento. Il nuovo contesto normativo, basato sul principio di precauzione, è oggi composto dalla Direttiva 2001/18/CE che, sostituendo la 90/220/CEE, riscrive le regole base per l'approvazione di un nuovo OGM; due Regolamenti (1829 e 1830/2003/CE) che regolano l'autorizzazione e l'etichettatura/tracciabilità degli alimenti e dei mangimi (food & feed) costituiti o derivati da OGM; la Raccomandazione 556/2003 che indica le linee guida sulla coesistenza tra colture OGM e convenzionali, cui le norme nazionali e regionali dovrebbero allinearsi.
La Direttiva 2001/18/CE sul rilascio degli OGM nell'ambiente, definisce così un OGM: 
Inoltre negli allegati alla Direttiva venivano indicate una serie di norme e valutazioni richieste per ottenere il via libera alla sperimentazione tra cui:
- Descrizione del/i tratto/i e delle caratteristiche introdotte o modificate.
- Eventuali modifiche della capacità della pianta geneticamente modificata (PGM) di trasferire materiale genetico ad altri organismi.
- Informazioni su eventuali effetti tossici, allergenici o altri effetti nocivi per la salute umana riconducibili alla modificazione genetica.
- Informazioni sulla sicurezza della PGM per la salute animale, con particolare riguardo ad eventuali effetti tossici, allergenici o altri effetti nocivi riconducibili alla modificazione genetica se si intende impiegare la PGM negli alimenti per animali.
- Meccanismi di interazione tra le PGM e gli organismi bersaglio (se del caso).
- Potenziali cambiamenti nelle interazioni della PGM con organismi non bersaglio risultanti dalla modificazione genetica.
- Potenziali interazioni con l'ambiente abiotico.

```
Buongiorno la procedura comunitaria per l'autorizzazione di piante geneticamente modificate destinate all'uso in alimentazione umana o animale. Le aziende che hanno sviluppato un certo organismo devono presentare domanda di autorizzazione alla 
Commissione europea
 e produrre un dossier che riporti tutte le informazioni scientifiche disponibili che permettano di valutarne la sicurezza per la salute umana, animale e dell'ambiente. 
```

La valutazione viene effettuata dall'Agenzia Europea per la Sicurezza Alimentare (EFSA), che fornisce il suo parere scientifico alla Commissione. È compito della Commissione di proporre, sulla base dell'opinione dell'EFSA, se garantire o rifiutare l'autorizzazione. Tuttavia non sono solo considerazioni scientifiche, ma anche politiche, ad entrare in gioco nel processo di autorizzazione. Infatti la proposta di autorizzazione viene votata da uno specifico comitato nel quale tutti gli Stati Membri sono rappresentati da propri esperti in materia (tramite una procedura definita comitologia, tramite la quale la Commissione esercita le competenze esecutive assegnatele dagli organi legislativi). 
Se non si raggiunge un consenso nel comitato, la decisione viene rimandata al Consiglio dei ministri, dove deve essere sostenuta dalla maggioranza qualificata. In caso in cui non si raggiunga la maggioranza in Consiglio, l'onere della decisione ritorna alla Commissione. Dal momento dell'entrata in vigore del regolamento, cinque varietà di mais e due di colza OGM sono state autorizzate per la produzione di alimenti e/o mangimi. In tutti questi casi la maggioranza non è stata raggiunta né nel comitato di esperti né nel Consiglio, e quindi l'autorizzazione è stata data dalla Commissione, sulla base del parere positivo espresso dall'EFSA.
Il secondo regolamento, 1830/2003, completa il primo dettando le norme per l'etichettatura e la tracciabilità degli OGM e introduce l'obbligo di etichettare come “prodotto da OGM” anche gli alimenti nei quali non è possibile reperire materiale genetico, come gli oli. Viene ammesso dal regolamento un limite dello 0.9% per la presenza accidentale di OGM (purché autorizzati) in alimenti non OGM.
Completa il quadro normativo la Direttiva 2001/18/EC sul rilascio deliberato di organismi geneticamente modificati nell'ambiente, che ha sostituito la precedente Direttiva del 1990. Punto cardine delle norme europee è la grande attenzione rivolta alla valutazione di tutti i rischi potenziali, basata sul principio di precauzione, e il fatto che tutte le autorizzazioni sono garantite per un limitato periodo di tempo durante il quale deve essere effettuato un accurato monitoraggio degli effetti ambientali e sanitari. In questo modo, anche qualora dovessero presentarsi effetti negativi inaspettati al momento della prima valutazione scientifica, vi si può porre riparo tramite una revoca dell'autorizzazione o il mancato rinnovo. 

## La situazione normativa in Italia
L'Italia, in quanto Stato membro dell'Unione europea, ha l'obbligo di recepire le Direttive comunitarie e di ottemperare i Regolamenti. Di conseguenza non è possibile limitare l'importazione di prodotti OGM autorizzati a livello europeo né vietarne la coltivazione se non per motivazioni scientificamente supportate. La penetrazione delle colture geneticamente modificate in Italia è stata comunque fortemente contrastata dai ministri per le politiche agricole e forestali Pecoraro Scanio (nel 2000-2001, Governo Amato II) e Alemanno (dal 2001 al 2006, Governo Berlusconi I e II).

### 2000: il "decreto Amato"
Il primo tentativo di bloccare l'ingresso di prodotti OGM in Italia risale al 2000 con un decreto del Governo Amato che bloccava l'uso di prodotti alimentari derivati da 4 mais OGM, autorizzati a livello europeo in accordo col Regolamento 258/97 basato sul principio di "sostanziale equivalenza". Nonostante un parere dell'Istituto Superiore di Sanità non avesse evidenziato alcun rischio per la salute umana derivante dal consumo di tali prodotti, il decreto invocava la clausola di salvaguardia, prevista dal Regolamento 258/97, motivato dalla mancanza di una seria analisi dell'impatto ambientale (sebbene si trattasse di prodotti alimentari e non di materiale vivente, quindi non ponessero il rischio di riproduzione incontrollata nell'ambiente) e sul fatto che fu rilevata la presenza di tracce della proteina transgenica (tra le 0,04 e le 30 parti per milione). 
Nel 2004 una sentenza del TAR del Lazio ha annullato tale decreto in quanto non era stata prodotta alcuna prova di pericolosità collegata a tale presenza e pertanto non esisteva alcun motivo per considerare pericolosi tali prodotti.

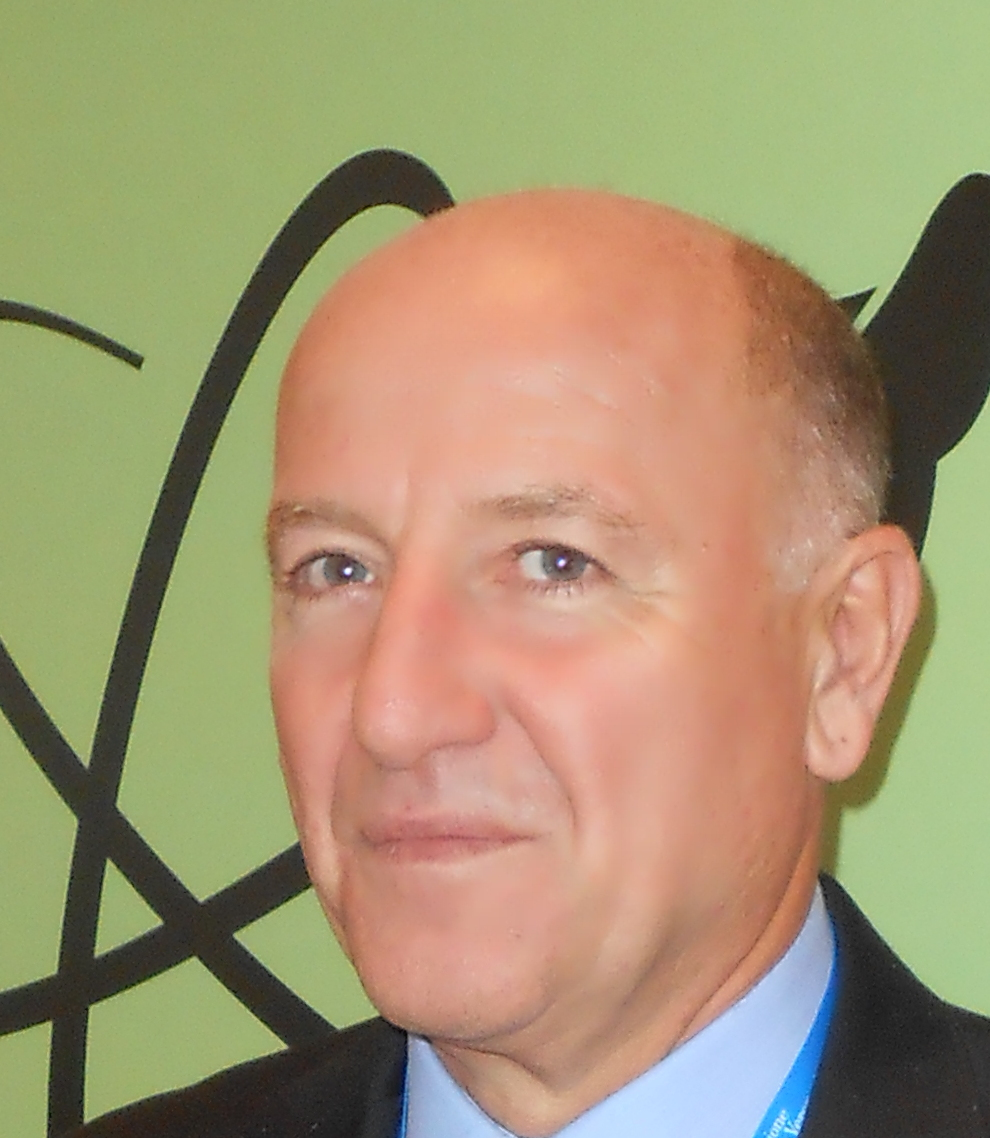
Roberto Defez,
Group leader presso l'Istituto di Bioscienze e Biorisorse(IBBR) - CRN di Napoli

### 2001: la ricerca scientifica
Al decreto "Amato" seguì nel 2001, da parte di Pecoraro Scanio, un provvedimento di stop a tutte le sperimentazioni in campo agrobiotecnologico, sebbene precedentemente approvate a norma di legge. Tale atto portò alla protesta degli scienziati italiani (nella maggior parte appartenenti ad università e centri di ricerca pubblici), che sottoscrissero un testo pubblicato il 5 novembre 2000 sul Domenicale del Sole 24 ore di cui redattore e primo firmatario era Roberto Defez, ricercatore del CNR di Napoli. Tale testo raccolse oltre 1500 sottoscrizioni ed in prima linea i premi Nobel Renato Dulbecco e Rita Levi-Montalcini, ma anche Edoardo Boncinelli, Silvio Garattini, Tullio Regge, Angelo Spena e altri, contro l'atteggiamento di totale chiusura nei riguardi della ricerca scientifica sugli OGM. Nel 2002 il neoministro Gianni Alemanno, nonostante le rassicurazioni formulate durante la campagna elettorale, con un altro provvedimento chiese la sospensione delle sperimentazioni in corso presso gli istituti che dipendevano dal Ministero delle politiche agricole alimentari e forestali.

### 2003: la presenza accidentale e il recepimento della 2001/18/CE
Un altro tema molto delicato è quello della presenza accidentale di OGM nelle sementi convenzionali. Per diversi anni l'Italia ha adottato una politica di tolleranza zero, nonostante in Europa fosse accettata una soglia di tolleranza dello 0,5% (1 seme su 200). Sulla base di questa politica nel 2003 la Regione Piemonte ha ordinato la distruzione di 381 ettari di mais in cui era stata rilevata una contaminazione di OGM compresa tra lo 0,1 e lo 0,02% (ovvero tra 1 seme su 1000 ed 1 seme su 5000, l'analisi veniva comunque effettuata su 3000 semi). Tale decisione non fu seguita dalle altre Regioni e dal Ministero, ma gli agricoltori interessati dalla distruzione non hanno in seguito ricevuto alcun indennizzo.

L'Italia nel 2003 si è dotata di una soglia tecnica dello 0,04999%, che pur essendo molto più bassa di quella europea costituisce un parziale allentamento della pressione sul comparto sementiero che procura la semente in Italia.
Sempre nel 2003 l'Italia ha recepito la Direttiva 2001/18/CE sull'emissione nell'ambiente di OGM. In aggiunta alle norme e le valutazioni richieste per ottenere il via libera alla sperimentazione, già previste negli allegati alla Direttiva europea e prima elencate, il testo adottato dal governo italiano prevede anche la valutazione preventiva di:
- abbandono o sostituzione di colture divenute, in seguito all'impatto dell'OGM, non più adatte o economicamente non più convenienti, con particolare riguardo alle varietà locali;
- danni all'immagine dei prodotti locali e/o della zona di emissione e costi da sostenere per difenderla;
- cambiamento dei percorsi commerciali per i prodotti provenienti dalla zona di emissione dovuti a impossibilità di accesso alla vendita OGM FREE (grande distribuzione, alimenti per lattanti e bambini) o ad altre tipologie commerciali;
- modificazioni del paesaggio con impatto negativo sull'attività agrituristica;
- abbandono e/o marginalizzazione della zona di emissione in seguito alla compromissione di forme di agricoltura praticate nella zona divenute meno redditizie in seguito all'impatto dell'OGM.

### 2004: la coesistenza
Nel 2003 l'allora Ministro dell'Agricoltura Alemanno cercò di affrontare anche il tema della coesistenza tra coltivazioni convenzionali, biologiche e OGM. Un primo progetto di decreto-legge che avrebbe dovuto introdurre standard restrittivi superiori a quelli Ue fu bloccato a seguito di pressioni statunitensi preoccupate dell'effetto che avrebbe avuto sulle esportazioni americane di sementi. Il 29 novembre 2004 venne infine approvato il decreto-legge n.279/2004 (divenuto poi Legge n.5/2005): l'impianto prevedeva la parità tra i diversi tipi di agricoltura, demandando alle regioni e alle province autonome l'approvazione di un "piano di coesistenza", al fine prevenire la commistione fra colture transgeniche e non. Tuttavia, dopo una indagine avviata da un ricorso da parte della Regione Marche, il decreto è stato dichiarato parzialmente incostituzionale in quanto il tema della coesistenza delle colture è di competenza delle Regioni.
In futuro pertanto le norme di coesistenza potranno variare significativamente da regione a regione: infatti, nonostante nessuna regione possa vietare la coltivazione di OGM poiché contravverrebbe alla normativa Europea, l'imposizione di norme di coesistenza più o meno rigide potrebbe rendere difficile l'instaurarsi di colture transgeniche sul territorio. Al momento 13 regioni hanno comunque predisposto delle norme che di fatto impediscono la coltivazione di OGM sul loro territorio.
Va notato comunque che, anche se attualmente non ci sono colture OGM in Italia (se non a livello sperimentale), non significa che sia un Paese “OGM free”. Infatti la gran parte dei mangimi utilizzati negli allevamenti italiani (esclusi gli allevamenti biologici) è prodotta a partire da soia e mais geneticamente modificati importati da Stati Uniti, Canada e America Latina. L'Italia infatti produce solo l'8% della soia di cui necessita. In Italia, gli OGM sono anche presenti sul mercato (seppur non in grandi quantità). Infatti, gli Stati dell'UE non possono vietare la commercializzazione di prodotti OGM che sono stati autorizzati dalla Commissione.  

Nel luglio 2013 è stata annunciata la firma di un decreto che proibisce uno dei più diffusi OGM., il mais Monsanto 810. Il decreto, prima della nuova direttiva UE sugli OGM che rimanda agli Stati membri il diritto di limitare o vietare le coltivazioni di OGM, aveva prorogato per 18 mesi il divieto del 12 luglio 2013.

Il 6 febbraio 2015, il Consiglio di Stato ha respinto il ricorso di un agricoltore friulano, Giorgio Fidenato, sostenitore delle colture di mais geneticamente modificato, che chiedeva il permesso di utilizzare questo tipo di sementi. La sentenza ribadiva il divieto italiano di qualsiasi coltivazione di piante e raccolti OGM. La vertenza è stata portata davanti alla Corte di giustizia europea, che, decidendo sul ricorso di Fidenato, il 13 settembre 2017 ha pronunciato una sentenza in cui viene censurato come ingiustificato il divieto di coltivazione sancito dal decreto interministeriale del 12 luglio 2013..

## Norme internazionali
Al fine di garantirsi dai possibili rischi all'ambiente e alla salute umana derivanti dagli OGM, la Comunità Internazionale ha creato, in ottemperanza all'Articolo 19 della Convenzione sulla Diversità Biologica, il Protocollo di Cartagena sulla biosicurezza.